# Сингер, Джош
Джош Сингер (англ. Josh Singer; род. 1972) — американский сценарист и продюсер кино и телевидения, чьи работы включают написание сценариев и продюсирование эпизодов сериалов «Западное крыло», «Закон и порядок: Специальный корпус», «Обмани меня» и научно-фантастический сериал канала FOX «Грань». В 2006 году он был номинирован на премию Гильдии сценаристов США.

## Ранняя жизнь и образование
Сингер посещал среднюю школу Верхнего Дублина в форте Вашингтоне, Пенсильвании, где он появлялся в мюзиклах и был членом математического клуба, театрального кружка, видео клуба и хора. В средней школе, его назначили казначеем класса, он писал для школьной газеты и играл в школьной бейсбольной команде. Сингер получил множество наград, включая медаль Верхнего Дублина, конкурса научных проектов и литературные премии, и был сообладателем высшей награды школьного округа. На четвёртом году обучения, его назвали отличником класса, президентским стипендиатом и национальным стипендиатом.
Сингер с отличием окончил Йельский университет, с отличием по математике и экономике. В Йеле, он был членом The Whiffenpoofs и The Yale Alley Cats. За три-четыре месяца до поступления в аспирантуру, он работал на Children’s Television Workshop и затем начал делать стажировки. Он сделал стажировку на Nickelodeon в Нью-Йорке и стажировку на Disney Channel в Лос-Анджелесе, работая на Роя Прайса в Disney TV Animation на четыре или пять недель. В результате, он увлёкся написанием сценариев. Он работал бизнес-аналитиком для McKinsey & Company прежде, чем обрести степень доктора от Гарвардской школы права и степень магистра делового администрирования от Гарвардской школы бизнеса.

## Карьера
После того, как Сингер окончил Гарвард, его нанял шоураннер Джон Уэллс для написания сценариев для «Западное крыло».
В 2012 году, Сингер написал сценарий к «Пятой власти». В 2015 году, он был одним из сценаристов фильма «В центре внимания», за который он получил номинацию на премию «Оскар» за лучший оригинальный сценарий.

## Личная жизнь
В 2012 году, Джош женился на американской романистке Лоре Дэйв. Они проживают в Лос-Анджелесе, Калифорнии.
Сингер вырос евреем. Его отец родился евреем, а мать приняла иудаизм (она родилась в семье отца еврея и матери-католички).

## Сценарии
- Западное крыло (редактор, сценарист, 2004—2006)
- Закон и порядок: Специальный корпус (продюсер, 2007—2008)
- Обмани меня (супервайзовый продюсер, 2009)
- Грань (супервайзовый продюсер, 2009—2010; соисполнительный продюсер, 2010—2011)
- Пятая власть (2013)[11]
- В центре внимания (сосценарист, 2015)[12][13]
- Секретное досье (сосценарист, 2017)
- Человек на Луне (2018)

## Награды и номинации
| Премия                         | Год  | Фильм               | Категория                              | Результат |
| ------------------------------ | ---- | ------------------- | -------------------------------------- | --------- |
| «Оскар»                        | 2016 | «В центре внимания» | Лучший оригинальный сценарий           | Победа    |
| «Золотой глобус»               | 2016 | «В центре внимания» | Лучший сценарий                        | Номинация |
| «Золотой глобус»               | 2018 | «Секретное досье»   | Лучший сценарий                        | Номинация |
| BAFTA                          | 2016 | «В центре внимания» | Лучший оригинальный сценарий           | Победа    |
| BAFTA                          | 2019 | «Человек на Луне»   | Лучший адаптированный сценарий         | Номинация |
| «Выбор критиков»               | 2016 | «В центре внимания» | Лучший оригинальный сценарий           | Победа    |
| «Выбор критиков»               | 2018 | «Секретное досье»   | Лучший оригинальный сценарий           | Номинация |
| «Выбор критиков»               | 2019 | «Человек на Луне»   | Лучший адаптированный сценарий         | Номинация |
| «Независимый дух»              | 2016 | «В центре внимания» | Лучший сценарий                        | Победа    |
| «Спутник»                      | 2016 | «В центре внимания» | Лучший оригинальный сценарий           | Победа    |
| Премия Гильдии сценаристов США | 2005 | «Западное крыло»    | Лучший сценарий драматического сериала | Номинация |
| Премия Гильдии сценаристов США | 2006 | «Западное крыло»    | Лучший сценарий драматического сериала | Номинация |
| Премия Гильдии сценаристов США | 2016 | «В центре внимания» | Лучший оригинальный сценарий           | Победа    |
| Премия Гильдии сценаристов США | 2018 | «Секретное досье»   | Почётная награда имени Пола Сельвина   | Победа    |